# Catherine D'Ignazio
Catherine D'Ignazio (também conhecida como kanarinka ) é uma professora, artista e desenvolvedora de software americana que trabalha com feminismo e alfabetização de dados. É diretora do laboratório Data + Feminism no MIT. D'Ignazio é mais conhecida por seus hackathons, como "Make the Breast Pump Not Suck" e por o seu livro Data Feminism, escrito em coautoria com Lauren Klein.

## Infância e educação
D'Ignazio nasceu em Chapel Hill, Carolina do Norte, e cresceu na Carolina do Norte, Virgínia, Alabama e Michigan. Seu pai, Fred D'Ignazio, é autor, educador e comentarista de televisão americano. D'Ignazio obteve o seu diploma de Bacharel em Artes (B.A.) em Relações Internacionais pela Tufts University.
Posteriormente, concluiu um Mestrado em Belas Artes (M.F.A.) em Arte de Estúdio, Design e Teoria pelo Maine College of Art e um Mestrado em Ciências (M.S.) em Artes e Ciências da Mídia pelo MIT em 2014.

## Carreira
D'Ignazio trabalha como professora assistente no MIT e publicou vários trabalhos em sua área de estudo, alem do aclamado, Data Feminism . Organizou vários hackathons voltados para a saúde das mulheres, incluindo "Make the Breast Pump Not Suck", que agora faz parte da exposição Designs for Different Futures no Museu de Arte da Filadélfia. Além disso também trabalhou em sistemas de recomendação de notícias e com diferentes tipos de visualização de dados.
D'Ignazio iniciou sua carreira no desenvolvimento de software e lecionou por sete anos no programa de pós-graduação Digital + Media na Rhode Island School of Design.  Posteriormente, passou a trabalhar como Professora Assistente de Visualização de Dados e Mídia Cívica no Departamento de Jornalismo do Emerson College.  Com anos de experiência como docente, tornou-se Professora Assistente de Ciência Urbana e Planejamento no Departamento de Estudos Urbanos e Planejamento do MIT. Ela é também diretora do Data + Feminism Lab.

## Publicações
- D' Ignazio, Catherine. Counting feminicide: data feminism in action (30 de abril de 2024, The MIT Press)
- D' Ignazio, Catherine; F. Klein, Lauren. Data Feminism (3 de outubro de 2023, The MIT Press)
- Bonde Thylstrup, Nanna; Agostinho, Daniela; Ring, Annie; D' Ignazio, Catherine; Veel, Kristin. Uncertain Archives: Critical Keywords for Big Data (2021, The MIT Press)